# Верхита
Верхи́та (бел. Вярхі́та) — река в Белоруссии, протекает по территории Лиозненского и Дубровенского районов Витебской области, впадает в озеро Зеленское, принадлежит бассейну Западной Двины.
Длина реки — 28 км, площадь водосборного бассейна — 266 км², средний наклон водной поверхности 0,7 м/км.
Исток у деревни Петрики Дубровенского района. Исток находится на водоразделе Балтийского и Чёрного морей, всего в 8 км к югу от истока Верхиты протекает Днепр. От истока течёт на восток, затем поворачивает на северо-запад, огибая осушенное Осиновское болото. В среднем течении перетекает в Лиозненский район. Течёт по Лучосской низине, преимущественно в лесистой местности. В верхнем течении протекает озёра Афанасьевское и Казённое, в нижнем течении принимает короткую протоку из озера Ситнянское. Русло от истока до деревни Шеки в течение 9 км канализировано.
Основные притоки — Бобровница, Лютыня, Добрыня (все — правые).
Река протекает деревни Большое Тхорино, Шеки, Озёры, Ситно. Впадает в восточную оконечность Зеленского озера